# Centrale nucleare di Heysham
La centrale nucleare di Heysham è una centrale elettronucleare inglese situata presso la città di Heysham, nel Lancashire, in Inghilterra. L'impianto è composto da due distinte sezioni, denominate Heysham A e Heysham B, entrambe composte da reattori AGR per un totale di 4 unità per 2200MW di potenza netta.